# 武者一雄
武者 一雄（むしゃ かずお、1916年〈大正5年〉1月2日 - 2008年〈平成20年〉12月17日）は、日本の小説家、児童文学作家、僧侶。群馬県出身。本名・中村一雄。『ビルマの竪琴』の水島上等兵のモデルとなったとされることで知られる。

## 人物・来歴
碓氷郡松井田町（現 安中市）生まれ。13歳で僧となる。旧制高崎中学校（現 群馬県立高崎高等学校）を経て、1936年駒澤大学専門部仏教科卒業。卒業後ただちに高崎第15連隊に入隊。1938年に北支に出征した後1941年に帰国。福井県の永平寺で2年間修業するが再び召集され、フィリピン、タイなど東南アジアを転戦後、多くの死者が出たインパール作戦に参加し、ビルマ（今のミャンマー）で終戦を迎える。階級は軍曹。捕虜収容所では合唱団を結成していたという。1946年復員。同年子育保育園を創立。翌1947年に群馬県利根郡昭和村の曹洞宗雲昌寺住職となる。
1956年に『生きているビルマの竪琴』を発表。自らの体験を書いた児童文学『ビルマの耳飾り』で第8回（1967年度）講談社児童文学新人賞・佳作受賞。1982年から1991年まで、群馬県文学賞児童文学部門の選考委員をつとめた。日本ペンクラブ、日本児童文芸家協会所属。群馬県文学賞児童文学部門の選考委員幹事、群馬ペンクラブ理事を歴任。
竹山道雄著「ビルマの竪琴」主人公・水島上等兵のモデルは、ビルマで終戦を迎え、復員後僧侶になった中村一雄と言われるようになった。1998年8月10日NHK総合で『はるかなる「ビルマの竪琴」』がテレビ放映 。同年10月、私財を投じミャンマー・キンウー地区に「アウンティリ小学校」を寄贈 、日本人戦没者慰霊碑を建立。『ビルマの耳飾り』はビルマ語に訳され、同国の文学賞を受賞。
2008年12月17日老衰のため死去、享年92。

## 作品
- 『生きているビルマの竪琴』妙義出版 1956
- 『ビルマの耳飾り』文憲堂七星社 1968 - 講談社児童文学新人賞佳作
- 『ビルマの耳飾り』上毛新聞社 1995
- 『こわいものたんけん』ポプラ社 1976
- 『わんぱく大作戦』ポプラ社 1976
- 『隠れの里の忍者』教育書籍 1984.10[6]
- 『ビルマの星空』日本図書刊行会 1997.6[7]
- 『ビルマの耳飾り―悲劇のインパール戦線』光人社NF文庫 1997.6
- 『エッセイ―他 (恥書きあれこれ始末録)』あさを社 2003.7.1
- 『旅 (恥書きあれこれ始末録)』あさを社 2003.7.1
- 『わたしの場合 (恥書きあれこれ始末録)』あさを社 2003.7.1